# ハメーンリンナ駅
ハメーンリンナ駅(フィンランド語: Hämeenlinnan rautatieasema、スウェーデン語: Tavastehus järnvägsstation)はフィンランド・ハメーンリンナ市にある鉄道駅である。
ハメーンリンナ駅はフィンランドの鉄道駅の中でも一番古い駅で、ヘルシンキ・ハメーンリンナ間で1862年にフィンランドでは最初の鉄道の開通時に開業している。初代駅舎の設計を行ったのは建築家カール＝アルバート＝エデルフェルト(Carl Albert Edelfelt)であったが、1918年に起こったフィンランド内戦により破壊されてしまった。現在の赤レンガ駅舎はツーレ＝ヘルストレム(Thure Hellström)設計により1921年に再建されたものである。
ハメーンリンナ駅はヘルシンキ・タンペレ間の路線上の途中に位置するため、ハメーンリンナで折り返す列車は無い。ペンドリーノを除く全ての列車が停車する。ハメーンリンナ駅は地下道があり、駅舎内にはレストランがある。